# J L Dixons
J L Dixons was een warenhuis in Southend, Engeland. Het warenhuis opende in 1913 en sloot zijn deuren in 1973.
De winkel was gevestigd op de hoek van London Road en wat destijds bekend stond als The Broadway en nu als de High Street, waar de belangrijkste concurrenten Keddies en Brightwells gevestigd waren. Het gebied werd in 1938 herontwikkeld en had een totale oppervlakte van in totaal meer dan 3.700 m². Anno 2022 zijn hier boekhandel W.H. Smith, Burger King, Toy n Tuck (Queens Road) en de Lawrence Matthews Art Shop (Queens Road) gevestigd. J.L. Dixons was niet gelieerd aan Dixons Retail, dat ook in Southend begonnen is. 